# Bushcraft
A bushcraft egy angol (ausztrál) kifejezés arra, ami a természetben való túlélés és boldogulás készségét, annak fejlesztését, ismeretanyagát foglalja magában.

## Jellemzői

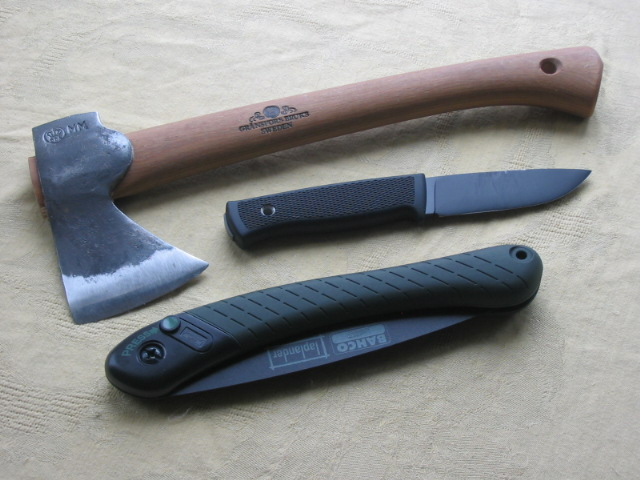
Bushcraft alapszerszámok: balta, kés és összecsukható fűrész

A bushcraft főleg közösségi tevékenység. Az egyén bemutatja a közösség tagjainak a bushcraft leleményességét, kézügyességét, technikáit, praktikáit, az elkészített használati tárgyait, minek alkalmazhatóságáról, hasznosságáról a közösség véleményt nyilvánít, ötletet merít és tovább, jobbá fejleszti azt törekedve az egyszerűségre.
A közösség tagjainak egyedül is boldogulniuk kell természetes, természetközeli, esetleg városi, de szokatlan környezetben. A túlélés primitív szabályainak elsajátítása során az egyén megtanul évszakhoz és különböző időjárási körülményekhez alkalmazkodni, annak lehetőségeit kihasználni, negatív hatásait saját hasznára fordítani. A túléléshez felkészültség szükséges, így a különböző bushcraft programok során a közösség gyakorolja a nélkülözhetetlen szükségletek beszerzését, elkészítését, megépítését, használatát.
Ilyen szükségletek:
- a víz megszerzése, ihatóvá tétele,
- az élelem megszerzése, ehetővé tétele,
- a tűz fajtáinak, típusainak megismerése, tűzgyújtás,
- a menedékfajták ismerete, menedéképítés,
- szerszámok, eszközök elkészítése, használata.

Ahhoz, hogy a túlélést gyakorló egyén képes legyen önmagát a szokatlan környezetből szokott környezetbe juttatni, ezért a tájékozódási ismeretek folytonos fejlesztése is szerves elemét képezi a bushcraft tevékenységnek. Magyarországon több közösség is folytat bushcraft tevékenységet.

## Európai kultúrtörténeti érdekesség
A XX. század elején Csehszlovákia megalakulása után egy romantikus szemlélet alakult ki a munkásosztály körében, egy vágyakozás az amerikai Vadnyugat szabad élete iránt. Ez a vágyakozás a Csehszlovák tramping néven ismert, ami egy hatalmas, jelenleg több mint hetvenezer fős mozgalommá alakult és hétvégenként korosztálytól, származástól függetlenül a természetben keresték és keresik napjainkban is az olcsó szórakozás lehetőségét ami leginkább kirándulásokban és különböző tramping táborok találkozóiban merül ki. A tramping táborokban fontos szerepet játszik a zenélés, ami főleg gitározásból és éneklésből tevődik össze. Jellegzetes zenei stílusa a cseh és szlovák nyelven énekelt country zene. A tramping táborozástechnikai szakirodalma igen kiterjedt, a ma ismert bushcraft technikákhoz hasonlatos, sok esetben azonos azzal.